# Трутовик справжній

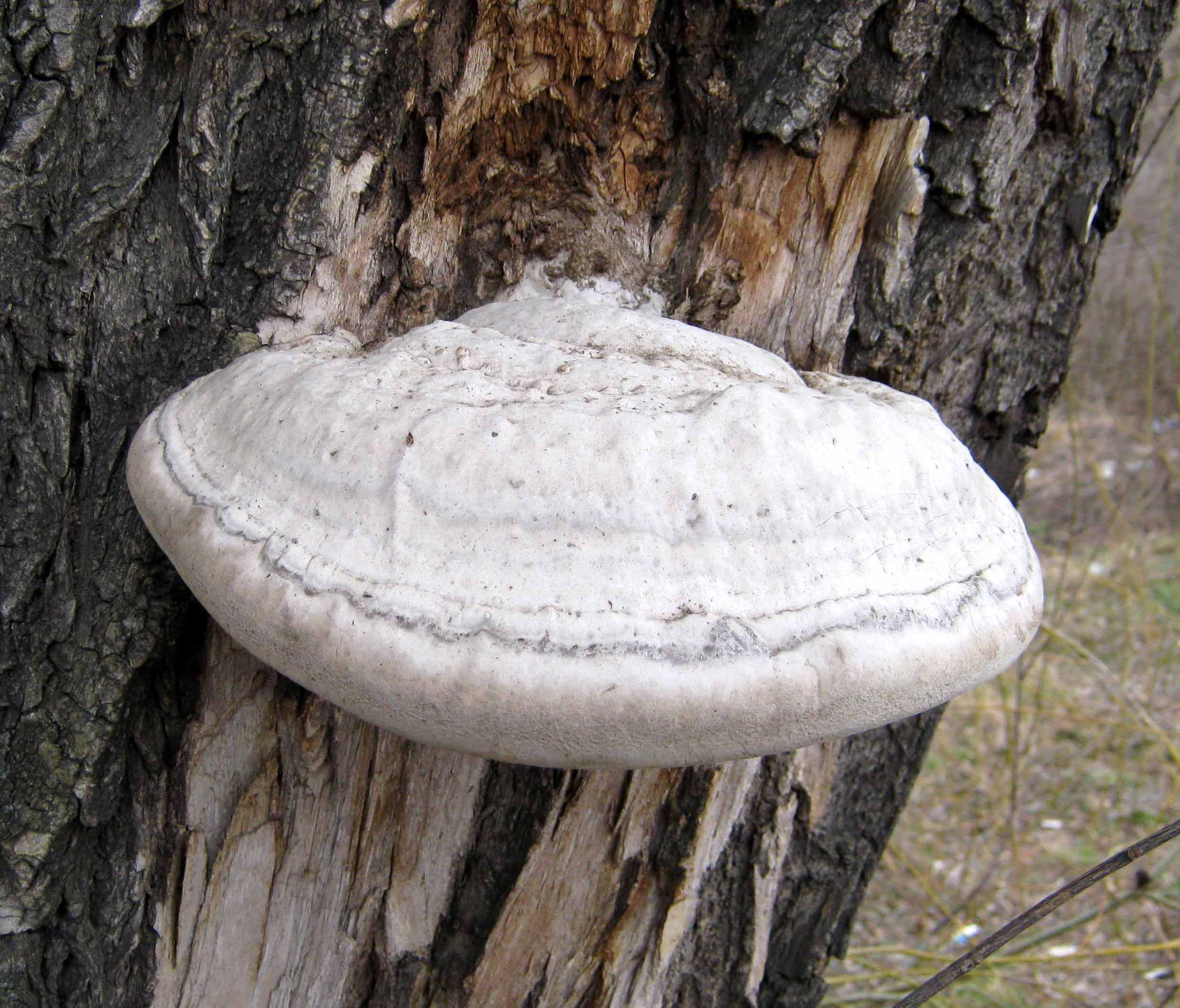

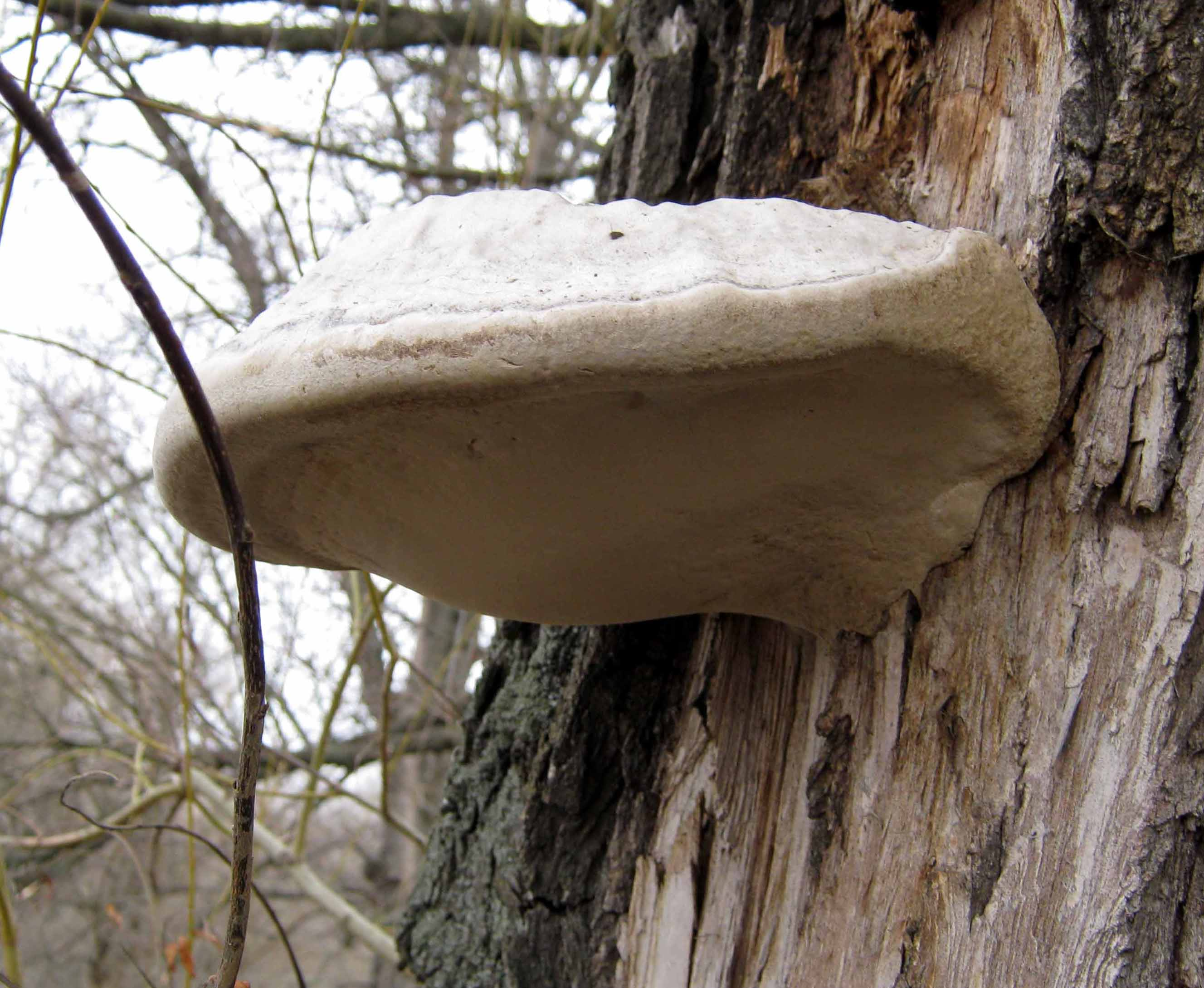

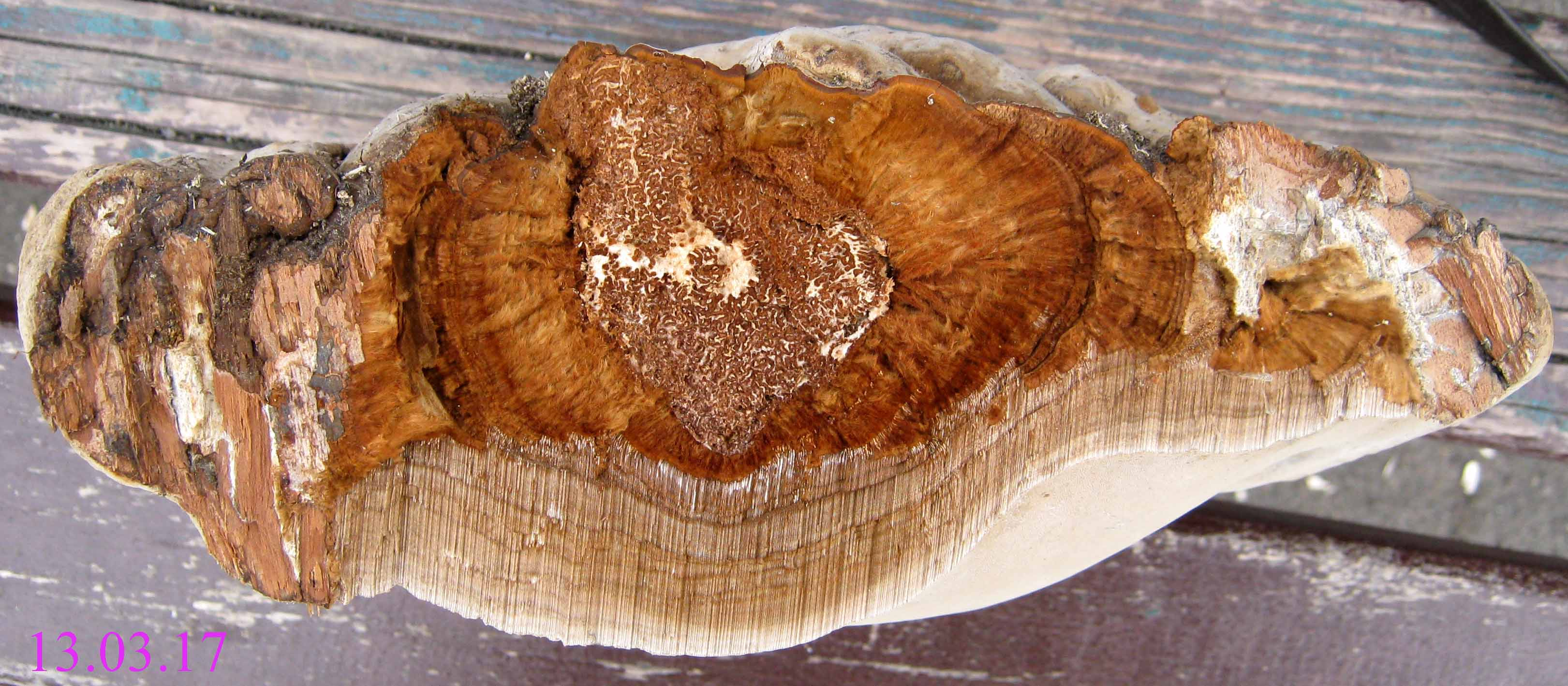

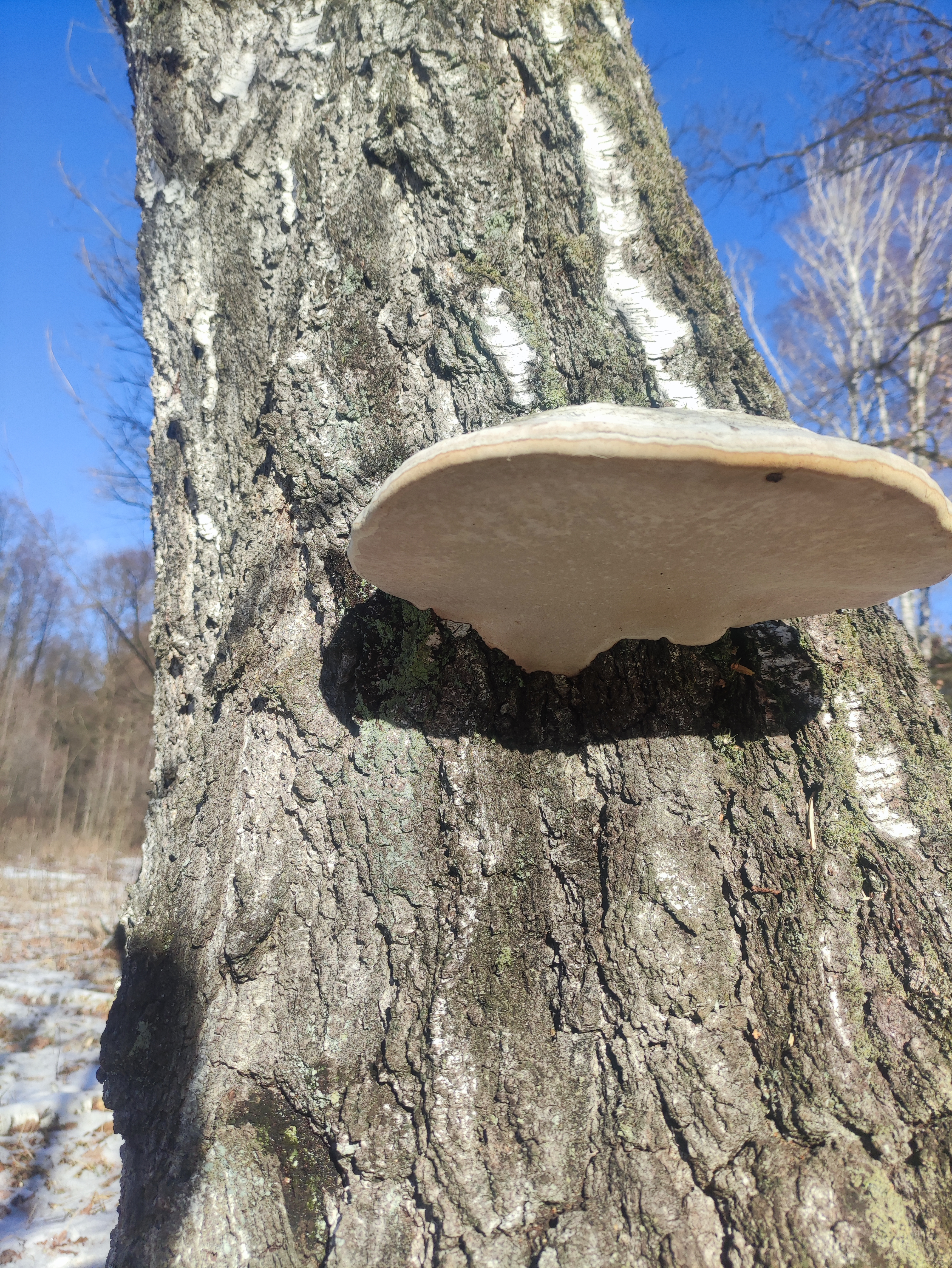
Трутовик звичайний, парк Беремицький, лютий 2023

Трутовик справжній (Fomes fomentarius) — поширений деревний гриб-трутовик з роду Фомес, який зустрічається в Європі та Північній Америці, Азії, Північній Африці. Звичайний на березах на півночі і на буках на півдні. Селиться також на дубі, липі, клені, тополі і вербі. Зрідка на вільсі і грабі, як виняток на хвойних.